# Roeslana Kyrytsjenko
Roeslana Oleksandrivna Soesjtsjko (Oekraïens: Руслана Олександрівна Сушко; meisjesnaam: Кириченко; Kyrytsjenko) (Bila Tserkva (oblast Kiev), 22 februari 1975) was een Oekraïense basketbalspeelster die uitkwam voor het nationale team van Oekraïne.

## Carrière
Kyrytsjenko begon haar carrière bij Dynamo Kiev in 1991. In 1992 won ze met Dynamo het Landskampioenschap van het GOS. In 1992 verloor ze met Dynamo de finale om de EuroLeague Women van Dorna Godella Valencia uit Spanje met 56-66. Ze won met Dynamo vijf keer het Landskampioenschap van Oekraïne in 1992, 1993, 1994, 1995 en 1996. In 1997 verhuisde ze naar Dinamo Novosibirsk in Rusland. Na 14 wedstrijden voor Dinamo Novosibirsk te hebben gespeeld keerde ze terug naar Dynamo Kiev. In 1998 verhuisde ze naar Laisvė Kaunas in Litouwen. Met dit team werd ze Landskampioen van Litouwen in 1999. In 2000 verhuisde ze naar Akademik-ženi Plovdiv in Bulgarije. Ze won in 2001 het Bulgaars landskampioenschap en in 2002 werd ze bekerwinnaar. In 2002 keerde ze terug naar Oekraïne om te spelen voor Kozatsjka-ZAlK Zaporizja. Ze won met dit team vier keer het Landskampioenschap van Oekraïne in 2003, 2004, 2005 en 2006. In 2006 stopte ze met basketbal.
Met Oekraïne speelde Kyrytsjenko op het Europees Kampioenschap van 1995, 1997, 2001 en 2003. In 1995 won ze de gouden medaille. Ook speelde ze op de Olympische Zomerspelen van 1996 waar ze vierde werd.

## Erelijst
- Landskampioen GOS: 1
  - Winnaar: 1992
- Landskampioen Oekraïne: 9
  - Winnaar: 1992, 1993, 1994, 1995, 1996, 2003, 2004, 2005, 2006
  - Tweede: 1997
- Landskampioen Litouwen: 1
  - Winnaar: 1999
- Landskampioen Bulgarije: 1
  - Winnaar: 2001
  - Tweede:2002
- Bekerwinnaar Bulgarije: 1
  - Winnaar: 2002
- EuroLeague Women:
  - Runner-up: 1992
- Europees Kampioenschap: 1
  - Goud: 1995